# Sinagoga Ettedgui
La Sinagoga Ettedgui es una sinagoga situada en la medina de Casablanca, Marruecos. Fue rededicada por el Rey Mohammed VI de Marruecos el 20 de diciembre de 2016, después de ser reconstruida. Según Maghreb Arab Press, la restauración se financió con una subvención gubernamental de unos 844.000 dólares. 
Junto a ella, hay un museo dedicado a la Mellah, o barrio judío, de Casablanca.

## Historia
Fue uno de los lugares judíos más importantes de la ciudad, junto a otra sinagoga llamada Sinagoga del Pueblo de Essaouira. La sinagoga Ettedgui fue destruida durante el bombardeo aliado durante la batalla naval de Casablanca en noviembre de 1942. La reconstrucción comenzó en 2011, más de medio siglo después de su destrucción.